# Anarchie der Produktion
Die Anarchie der Produktion ist eine These des Marxismus, dass im Kapitalismus Regellosigkeit und Wirrnis der Produktionsverhältnisse systematische Probleme seien.
In Folge des Privateigentums an Produktionsmitteln entscheidet jeder Eigentümer, was und wie viel er produziert. Dadurch sei die Steuerung der Produktion Beliebigkeiten des Marktes unterworfen und ökonomische Probleme entstünden. Die Folge seien Nichtauslastung und Vergeudung von Kapital, verschwendete Arbeit und die Vernichtung von Produkten, sowie Arbeitslosigkeit und Wirtschaftskrisen.
Auch die Versuche, die Anarchie durch bessere Organisation zu bekämpfen, wie etwa durch Kartelle oder den Monopolkapitalismus, seien zum Scheitern verurteilt, weil sie  die Anarchie der Produktion noch verstärkten. Als Konsequenz wird von den Marxisten eine Zentralverwaltungswirtschaft gefordert.
Ernest Mandel formuliert, dass die „private Aneignung des gesellschaftlichen Mehrprodukts“ über „den anarchischen Charakter der kapitalistischen Produktion“ bestimme.